# 6435 Daveross
6435 Daveross eller 1984 DA är en asteroid i huvudbältet som upptäcktes den 24 februari 1984 av de båda amerikanska astronomerna Eleanor F. Helin och R. Scott Dunbar vid Palomar-observatoriet. Den är uppkallad efter David Justin Ross.
Den tillhör asteroidgruppen Hungaria.